# 第二次世界大戦の犠牲者
第二次世界大戦の犠牲者（だいにじせかいたいせんのぎせいしゃ）では、第二次世界大戦における軍人・民間人の犠牲者数の統計について記述する。
なお、以下に記述する「被害者数」、「犠牲者数」、「人的損失数」とは、特記しない限り、「死者数」を意味しており、傷病者数を含まない数字である。

## 総数・各国の人的損失
第二次世界大戦における連合国・枢軸国および中立国の軍人・民間人の被害者数の総計は5000万〜8000万人とされる。8500万人とする統計もある。当時の世界の人口の2.5%以上が被害者となった。また、これらには飢饉や病気の被害者数も含まれる。
- 民間人の被害者数:3800万〜5500万（飢饉病気によるものは1300万〜2000万）。
- 軍人の被害者数:2200万〜2500万。捕虜としての死者数も含む。

近年、ソビエト連邦の崩壊以降のロシアの再調査で、ソ連が自国の被害者数を誇張していたことがわかっているが、再調査でも2660万であり依然第二次世界大戦最大である。
被害者数については研究者間でも見解が異なる。Oxford Companion to World War II (2005)の著者I. C. B. ディアは「犠牲者の統計は信頼性の低いものが多い」とのべている。下記の表では数値について異なる見解がある場合はその旨を記す。
軍人の犠牲者数には戦闘での死者数、行方不明、事故、病気、捕虜としての死者数も含まれる。
民間人の犠牲者数には戦略爆撃、大量虐殺、戦争犯罪、ソ連の強制移住などによる死者数も含まれる。気候だけでなく戦争を原因とする飢饉の被害者数は400万〜1200万とされるが、中国、インドネシア、1943年のベンガル大飢饉、1945年のベトナム大飢饉、フィリピンにおける飢饉被害も含まれる。
以下の基礎データはコモンウェルス戦争墓地委員会による。
- ソ連[11][12]では2660万が犠牲となった（全人口1億9670万の13.5%）[13]
- ポーランド[12]の被害は440万で、全人口2320万の19.0%[14][15]。ポーランド国家記銘院の2009年調査は被害者数は560〜580万とした[16]。
- ルーマニア[17]の被害は50万で、全人口1590万の3.1%[18]
- チェコスロバキアの被害者総計は250,000で、全人口1460万の1.7%[19]

## ナチス・ドイツ
- ドイツ軍事史研究所（MGFA）の2000年の研究ではドイツの行方不明を含む被害者数は530万である[20]。
- 戦争直後のドイツ国防軍最高司令部は400万と発表していた[23]
- ドイツによって徴集されたソ連民間人についてはロシアの軍事史家グリゴリー・クリヴォシェーエフによる[21]
- ドイツ赤十字は、国防軍損害・戦争捕虜部(Deutsche Dienststelle (WASt))発表の被害者数430万(死者数310万、行方不明120万)にはオーストリアと東欧のドイツ系民族も含まれると2005年にのべた[24]
- 人口統計学の研究では最大推計被害者数は690万にのぼるとされる[25]。

### ユダヤ人
マーティン・ギルバートはドイツのホロコーストによって、730万のユダヤ人のうち570万(人口の78%)が犠牲になったとしている。他に、490万から600万にいたる推算がある
- ナチスによる収容所の犠牲者数は、ポーランド国家記銘院によれば総計2,830,000のユダヤ人が殺害され、ベウジェツ強制収容所で50万、ソビボル強制収容所で15万、トレブリンカ強制収容所で85万、ヘウムノ強制収容所で15万、アウシュヴィッツ＝ビルケナウ強制収容所で110万、マイダネク(ルブリン強制収容所)では8万人が犠牲となった[28]。ラウル・ヒルバーグは収容所の犠牲には沿ドニエストル共和国のルーマニア人も含まれていると指摘している[29]。
- ラウル・ヒルバーグは、ソ連におけるアインザッツグルッペンによる犠牲は140万、ゲットーでは70万が犠牲になったと推算している[29]。
- ヤド・ヴァシェムは400万が犠牲になったとしている[30]

以下の基礎データは The Columbia Guide to the Holocaustによる。
| 国別           | 戦前のユダヤ人人口 | 最小被害者数 | 最大被害者数 |
| -------------- | ------------------ | ------------ | ------------ |
| オーストリア   | 191,000            | 50,000       | 65,000       |
| ベルギー       | 60,000             | 25,000       | 29,000       |
| チェコ         | 92,000             | 77,000       | 78,300       |
| デンマーク     | 8,000              | 60           | 116          |
| エストニア     | 4,600              | 1,500        | 2,000        |
| フランス       | 260,000            | 75,000       | 77,000       |
| ドイツ         | 566,000            | 135,000      | 142,000      |
| ギリシャ       | 73,000             | 59,000       | 67,000       |
| ハンガリー     | 725,000            | 502,000      | 569,000      |
| イタリア       | 48,000             | 6,500        | 9,000        |
| ラトビア       | 95,000             | 70,000       | 72,000       |
| リトアニア     | 155,000            | 130,000      | 143,000      |
| ルクセンブルク | 3,500              | 1,000        | 2,000        |
| オランダ       | 112,000            | 100,000      | 105,000      |
| ノルウェー     | 1,700              | 800          | 800          |
| ポーランド     | 3,250,000          | 2,700,000    | 3,000,000    |
| ルーマニア     | 441,000            | 121,000      | 287,000      |
| スロバキア     | 89,000             | 60,000       | 71,000       |
| ソビエト連邦   | 2,825,000          | 700,000      | 1,100,000    |
| ユーゴスラビア | 68,000             | 56,000       | 65,000       |
| 合計           | 9,067,000          | 4,869,860    | 5,894,716    |

- ハンガリーのユダヤ人の犠牲者数は200,000人[32]。
- ルーマニアのユダヤ人の犠牲者数は469,000人で、1940年にソ連に占領されたベッサラビアとブコビナにおける30万がこれに含まれる[32][17]。

### ユダヤ人以外の被害者
ナチスによる大量虐殺には非ユダヤ人の犠牲者が含まれるので、これを考慮すべきとする見解もある。非ユダヤ人の犠牲者数は100万単位で異なるが、それはDonald Niewykによればユダヤ人のホロコーストに付随して起こったロマや身体障害者の虐殺、またナチスによる人種憎悪にソ連人や政治犯、同性愛者を含めてホロコーストとして定義するのかによって被害者数は1100〜1700万となると指摘している。南フロリダ大学教育カレッジは、ナチスのジェノサイド政策によって1100万の人間が殺害されたとしている。R・J・ラムルはナチスの民衆殺戮の犠牲者は2090万人とした。ティモシー・スナイダーはナチスの大量虐殺計画によって計画的な飢饉や収容所での殺戮も実行され、結果として1040万人が殺害され、そのうちユダヤ人は540万人の犠牲であるとした。ヘルムート・アウエルバッハはナチス時代に600万のユダヤ人と、700万の他の被害者がいると指摘している。ディーター・ポールはナチス時代に1200-1400万が被害者となり、ユダヤ人は560-570万の被害とした
- ロマ の最大推定被害者数は13万〜50万である[35][41][42]。イアン・ハンコックは50万から150万が被害となったとしている[43]。ハンコックはユダヤ人の犠牲と同様にロマの犠牲は「ほぼ確実に限界を超えた犠牲」とし[44]、2010年にはロマの犠牲はこれまでに過小に評価されてきたと述べている[45]。
- 身体障害者、精神障害者はT4作戦によって20万から25万が犠牲となった[46]。ドイツ連邦公文書館の2003年の報告ではT4作戦および、強制収容された者に対する14f13作戦の犠牲は20万人としている[47][48]
- 捕虜のナチスによる犠牲は、R. J. ラメルによれば310万[49]で、ソ連兵捕虜は260万から300万が犠牲となった[50]
- ポーランド人ポーランド民間人は180-190万人が犠牲となった[51]
- ロシア人, ウクライナ人,  ベラルーシ人についてはナチスはスラヴ人を下等人種(ウンターメンシュ)とみなし、ソ連の多数の民間人が殺害されたり、餓死、強制労働の被害者となった[52]。Cambridge History of Russiaによればナチス占領のソ連地域では137万（そのうちユダヤ人は200万）、ソ連地域では260万が犠牲となり、戦時中にはソ連のグラグ収容所や強制移住で少なくとも100万が犠牲となり、著者のモーリン・ペリーは「スターリンとヒトラーは双方ともこの被害に責任がある」と指摘している[53]。Bohdan Wytwyckyはウクライナの民間人300万、ベラルーシ人140万が人種的な理由で犠牲となったとしている[54][55]。P.R.Magocsiもウクライナ人300万と非ユダヤ人がナチスの犠牲となったとしている[56]。ディーター・ポールは、ソ連においてナチスはパルチザン弾圧で50万を殺害、飢餓計画（英語版）で100万、ソ連兵捕虜300万、ユダヤ人100万が犠牲になったとしている[57]。ゲオルギー・クマネフ(Georgiy A. Kumanev)は、ナチス占領のソ連では総計820万が犠牲となった(内訳はウクライナ人400万、ベラルーシ人250万、ロシア人170万)とした[58]。

1995年のロシア科学アカデミー報告ではナチスの占領によって1370万の民間人（ナチスのジェノサイドによって740万、強制労働で220万、飢饉と病気で410万）が犠牲になったとした。また赤軍パルチザンによる報復でも多数の民間人の犠牲が出た
- 同性愛者の収容所での被害は10万–15万といわれる[61]
- その他の犠牲: ローマ・カトリックの聖職者1,000 - 2,000人[62]。エホバの証人1,000人[63]。またフリーメイソン会員も被害にあっている[64]。アフリカ系ドイツ人(Rhineland Bastard)も隔離政策や去勢、人体実験、殺害の犠牲となった[65]。その他、共産主義者、社会主義者も犠牲になった[66]
- セルビア人: クロアチアのウスタシャ（チェトニックも参照のこと）による被害は50万以上が殺害、25万が追放、20万がローマ・カトリックへの改宗を強制された[67]。 アメリカ合衆国ホロコースト記念博物館はウスタシャによって320,000 - 340,000のセルビア人が被害になり、 ヤセノヴァツ強制収容所では 45,000 - 52,000 が犠牲になったとしている[68]。

### ロマ
ロマの被害者数
| 国             | 戦前のロマ人口 | 最少被害者数 | 最大被害者数 |
| -------------- | -------------- | ------------ | ------------ |
| オーストリア   | 11,200         | 6,800        | 8,250        |
| ベルギー       | 600            | 350          | 500          |
| チェコ         | 13,000         | 5,000        | 6,500        |
| エストニア     | 1,000          | 500          | 1,000        |
| フランス       | 40,000         | 15,150       | 15,150       |
| ドイツ         | 20,000         | 15,000       | 15,000       |
| ギリシャ       | ?              | 50           | 50           |
| ハンガリー     | 100,000        | 1,000        | 28,000       |
| イタリア       | 25,000         | 1,000        | 1,000        |
| ラトビア       | 5,000          | 1,500        | 2,500        |
| リトアニア     | 1,000          | 500          | 1,000        |
| ルクセンブルク | 200            | 100          | 200          |
| オランダ       | 500            | 215          | 500          |
| ポーランド     | 50,000         | 8,000        | 35,000       |
| ルーマニア     | 300,000        | 19,000       | 36,000       |
| スロバキア     | 80,000         | 400          | 10,000       |
| ソビエト連邦   | 200,000        | 30,000       | 35,000       |
| ユーゴスラビア | 100,000        | 26,000       | 90,000       |
| 合計           | 947,500        | 130,565      | 285,650      |

## ソビエト連邦
ソビエト連邦各国別
| ソビエト連邦     | 人口 （1940年） | 軍人       | 民間人     | 合計       | 人口に占める被害者数の割合 |
| ---------------- | --------------- | ---------- | ---------- | ---------- | -------------------------- |
| アゼルバイジャン | 3,270,000       | 210,000    | 90,000     | 300,000    | 9.1%                       |
| アルメニア       | 1,320,000       | 150,000    | 30,000     | 180,000    | 13.6%                      |
| ベラルーシ       | 9,050,000       | 620,000    | 1,670,000  | 2,290,000  | 25.3%                      |
| エストニア       | 1,050,000       | 30,000     | 50,000     | 80,000     | 7.6%                       |
| グルジア         | 3,610,000       | 190,000    | 110,000    | 300,000    | 8.3%                       |
| カザフスタン     | 6,150,000       | 310,000    | 350,000    | 660,000    | 10.7%                      |
| キルギスタン     | 1,530,000       | 70,000     | 50,000     | 120,000    | 7.8%                       |
| ラトビア         | 1,890,000       | 30,000     | 230,000    | 260,000    | 13.7%                      |
| リトアニア       | 2,930,000       | 25,000     | 350,000    | 375,000    | 12.7%                      |
| モルドバ         | 2,470,000       | 50,000     | 120,000    | 170,000    | 6.9%                       |
| ロシア           | 110,100,000     | 6,750,000  | 7,200,000  | 13,950,000 | 12.7%                      |
| タジキスタン     | 1,530,000       | 50,000     | 70,000     | 120,000    | 7.8%                       |
| トルクメニスタン | 1,300,000       | 70,000     | 30,000     | 100,000    | 7.7%                       |
| ウズベキスタン   | 6,550,000       | 330,000    | 220,000    | 550,000    | 8.4%                       |
| ウクライナ       | 41,340,000      | 1,650,000  | 5,200,000  | 6,850,000  | 16.3%                      |
| 不明             | –               | 165,000    | 130,000    | 295,000    |                            |
| ソ連合計         | 194,090,000     | 10,700,000 | 15,900,000 | 26,600,000 | 13.7%                      |

- 国有通信社RIAノーボスチはタジキスタンの死亡数は9万と発表している[88]
- グルジアは戦時中は占領されず、11万の民間人の死亡数は飢饉と病気による。
- ソ連の総計にはソ連国内での弾圧による犠牲も含まれ、グラグ（内務人民委員部管轄の強制収容所）の犠牲者数は史料発掘のたびに増加している[89][90][91][92]。ビクトル・ゼムスコフ (Viktor Zemskov)は1941年から1945年にかけて100万の死亡数が確認できたとした[93]。
- スティーブン・ローズフィールドによれば、ソ連時代の史料公開はKGBの偽情報であり[94]、またデータは不十分でたとえばカティンの森事件の22,000人の犠牲者数も含まれていない[95]。ローズフィールドは人口統計学の手法にもとづき、ソ連の政策による犠牲者数は1939年から1940年にかけて2,183,000人、1941年から1945年にかけて5,458,000人とした[96]。マイケル・ヘインズとルミー・フサンはソ連の情報はスターリンの犠牲についての計算としてはかなり正確で、また、強制収容所による犠牲よりも未熟な経済政策と戦死による被害を重視すべきとしている[97]

ポーランド国家記銘院の2009年調査ではソ連の弾圧で15万のポーランド人が犠牲になったとした。Andrzej Paczkowskiはソ連によって100万の強制移住者のうち9-10万が犠牲になり、3万人が処刑されたとした。2005年には Tadeusz Piotrowskiがソ連による被害は35万と推定した。エストニアの政府調査委員会では、ソ連によるエストニア民間人の1940–1941年の犠牲は33,900人で、内訳は逮捕後の死者7,800、抑留流刑の死者6,000、行方不明1,100、強制労働14,000人。1944–45年のソ連占領後は5000人が犠牲になったとした
ソビエトアーカイブの資料では、1939–1945年の死者は1,187,783人。内訳は処刑46,350、グラグにおける死者718,804、強制労働と囚人の死者422,629人であった。
ソ連による強制移住の被害者は
- 1940–41年で38-39万におよび、ポーランドから309,000から312,000、リトアニアから17,500、ラトビアから17,000、エストニアから6,000、モルドバから22,842であった[102]。(1941年夏、ポーランド人1941, 243,106人が特赦で解放された[103])
- 1941–1945年では総計230万が強制移住の被害者となり、内訳はソ連に占領された地域のドイツ人1,209,000、フィンランド人9,000、カラチャイ人69,000、カルムイク人92,000、チェチェン人とイングーシ人で479,000、バルカル人37,000、クリミア・タタール人191,014、メスヘティア・トルコ人91,000、クリミア半島のギリシア人・ブルガリア人・アルメニア人42,000、ウクライナ民族主義者組織(OUN)からは10万、ポーランド人3万であった[104]

1945年10月時点で総計2,230,500人の生存者が収容所で発見された。1941–1948年の間での死亡者数は309,100 であった
枢軸国の捕虜のソ連における死者数は580,589で、内訳はドイツ人381,067、日本人62,069、ハンガリー人54,755、ルーマニア人54,612、イタリア人27,683、フィンランド人403であった。ただし、実際には総計170万〜230万人が犠牲になったともいわれる

## 日本
戦没者の総数
- 日本政府は1963（昭和38年）5月14日の閣議決定「戦没者追悼式の実施に関する件」において「戦没者」について「支那事変以降の戦争による死没者（軍人・軍属及び準軍属のほか、外地において非命にたおれた者、内地における戦災死没者等をも含む者とする。）」であると決定し[109]、戦没者の数を約310万人としている[109]。
- 厚生労働省は戦没者の概数を240万としている[110]。

日中戦争における犠牲
- 日中戦争での日本軍の犠牲者数総計44万6500人(陸軍38万4900人、海軍7600人、終戦後の死亡5万4000人)[111]——70万人とも[112]。また関東軍はソ連軍に降伏し、60万がシベリアなどに抑留、6万人が犠牲になった[111]。
- 日中戦争での中国の犠牲者は以下の通り。当時の中国大陸では、日本軍・南京中華民国政府軍・蔣介石国民革命軍・八路軍(共産党軍)・その他馬賊や抗日武装勢力などが割拠していた。また国共内戦は国共合作以降も断続しており、第二次世界大戦後に再開している。中国の民衆は農業や商業、工業、運輸などの生活基盤を破壊されると共に各勢力の戦闘に巻き込まれたり、各勢力からの食糧徴発や焦土作戦の影響で飢餓に陥る人も大勢いた。また在留外国人も戦闘に巻き込まれた。（第二次上海事変を参照）。日本軍による三光政策や南京事件など非武装住民に対する意図的な虐殺が頻発したとされる[113]。

| 発表年 | 中国の死傷人数        | 調査機関                                 | 補足 |
| 1946年 | 軍人作戰死亡132万8501 | 中華民國國防部・発表                     | 国民革命軍のみ |
| 1947年 | 平民死亡439万7504     | 中華民國行政院賠償委員會                 | 国民党統治区域に限る。 |
| 1947年 | 軍民死傷1278万4974    | 中華民國行政院賠償委員會                 | 国民党統治区域・軍人死傷365万405・平民死傷913万4569 |
| 1985年 | 軍民死亡2100万        | 共産党政権発表（抗日勝利40周年）         | 軍隊戦死100万、民間人約2000万。 |
| 1995年 | 軍民死傷約3500万      | 江沢民発表、解放軍軍事科学院軍歴史研究部 | 軍人戦死380万、民間人死亡2000万。軍民死傷者総数3500万は国共両軍、民間人の死傷人数の合計数であり、また概算統計であるため、国共内戦の犠牲者との区別は不明。 |

日本軍に協力した各国の軍事・準軍事組織
- 上記表の他、朝鮮人日本兵、台湾人日本兵・高砂義勇隊がいる[120]。
  - 朝鮮人日本兵の軍人軍属総計は24万2,341人、そのうち2万2,182人が死亡または不明。
  - 台湾人日本兵の軍人軍属総計は20万7,183人、そのうち3万306名人が死亡または不明。
  - 高砂義勇隊の軍属は1,800-4,000名といわれる。
- このほか、日本軍に協力または日本軍によって組織された軍事組織は以下の通り。
  - 南京中華民国政府軍 (汪兆銘)
  - 満州国軍
  - 内蒙軍・チャハル守備隊。
  - インド国民軍の総兵力は約45,000人、インパール作戦で戦死400人、餓死および戦病死1500人。
  - インドネシア郷土防衛義勇軍の兵力は66大団、約3万6千人。（インドネシア独立戦争では80万が犠牲になった）
  - バリ郷土防衛義勇軍（3大団、約1600名）
  - ラスカル・ラヤット（スマトラ義勇軍）数万[121]
  - ビルマ独立義勇軍 1941年年末からのビルマ侵攻作戦では戦死642人、負傷400人[122]。兵力は1942年5月には27,000人[122]。
  - ビルマ防衛軍(BDA)1942年結成。兵力8000[123]、翌年、ビルマ独立とともにビルマ国民軍(BNA)へ改称、兵力15,000[124]となったが1944年インパール作戦失敗による日本軍の劣勢に応じて抗日運動を開始した[125]。
  - カレン民族解放軍

民間人の犠牲
- R. J. Rummelは日本軍による民衆殺戮によって総計5,424,000人が犠牲となった（内訳：中国人3,695,000、インドシナ人457,000、朝鮮人378,000、インドネシア人375,000、マレー・シンガポール人283,000、フィリピン人 119,000,ビルマ人 60,000、太平洋諸島57,000人）としている[7][126]。
- ヴェルナー・グリュール（Werner Gruhl）は日本軍による民間人犠牲者は総計20,365,000人（内訳：中国人12,392,000、インドシナ150万、朝鮮人50万、オランダ領東インド300万、マレーシンガポール10万、フィリピン50万、ビルマ17万、東南アジアでの強制労働7万、非アジア人の抑留民間人3万、チィモール人6万、タイと太平洋諸島6万）[127]。
- チャルマーズ・ジョンソンは、フィリピン人、英領マレー人、ベトナム人、カンボジア人、インドネシア人、ビルマ人の3000万人が日本軍の犠牲となり、華僑は2300万人が日本軍の犠牲になったとした[128]。

捕虜の犠牲
- シンガポール陥落で英領インド軍6万が捕虜となり、11000人が死亡した[129]。
- ヴァン・ウォーターフォードやバーニス・アーチャーらによれば日本軍の捕虜収容所（英語版）では民間人130,895が収容され、飢えと病気で14,657人が死亡した[130][131]。
- グリュールは日本軍による捕虜殺害を総計331,584(内訳:中国人27万、オランダ人8,500、イギリス人12,433、カナダ人273、フィリピン人2万、オーストラリア人7,412、ニュージーランド人31人、アメリカ合衆国人12,935)としている[127]。
- R. J. Rummelは日本軍による捕虜殺害は総計539,000人（内訳：中国人40万、フランスインドシナ3万、フィリピン27,300、オランダ25,000、フランス14,000、イギリス13,000、イギリス植民地11,000、アメリカ合衆国10,700、オーストラリア8,000人）であるとしている[7][126]

資料
太平洋戦争(大東亜戦争)の戦争被害については以下の資料がある。
- 『日本長期統計総覧5』日本統計協会編,日本統計協会,1988,「戦争別戦費、戦争別死傷者数」(p.535)
- 『完結昭和国勢総覧　第3巻』東洋経済新報社編 東洋経済新報社 1991
- 『史料・太平洋戦争被害調査報告』中村隆英,宮崎正康編　東京大学出版会 1995
- 『日本陸海軍事典 下』原剛,安岡昭男編, 新人物往来社,2003,「大東亜戦争における地域別兵員および死没者数」(pp.250–251),「主要戦争・事変等における陸海軍死没者数」（p.254）
- 『日本の空襲』復刻版 全10巻（日本の空襲編集委員会編 三省堂 2003）第10巻総合統計

## グラフ

各国別の死者数、人口あたりの割合、軍人と民間人の犠牲者数。
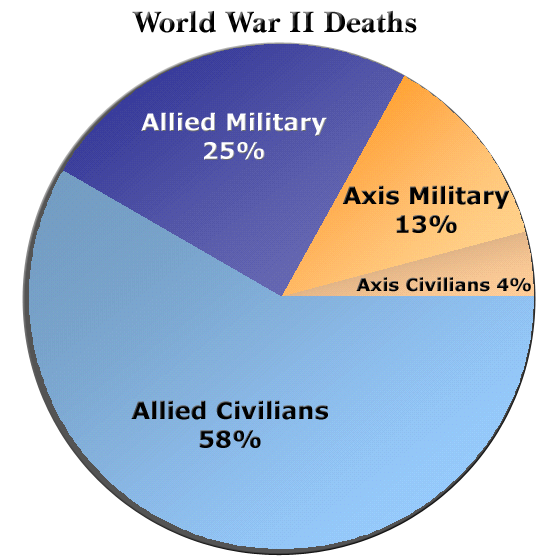
第二次大戦中の連合国軍、枢軸国軍の軍人・民間人別死者数
枢軸国軍の軍人の人的損失
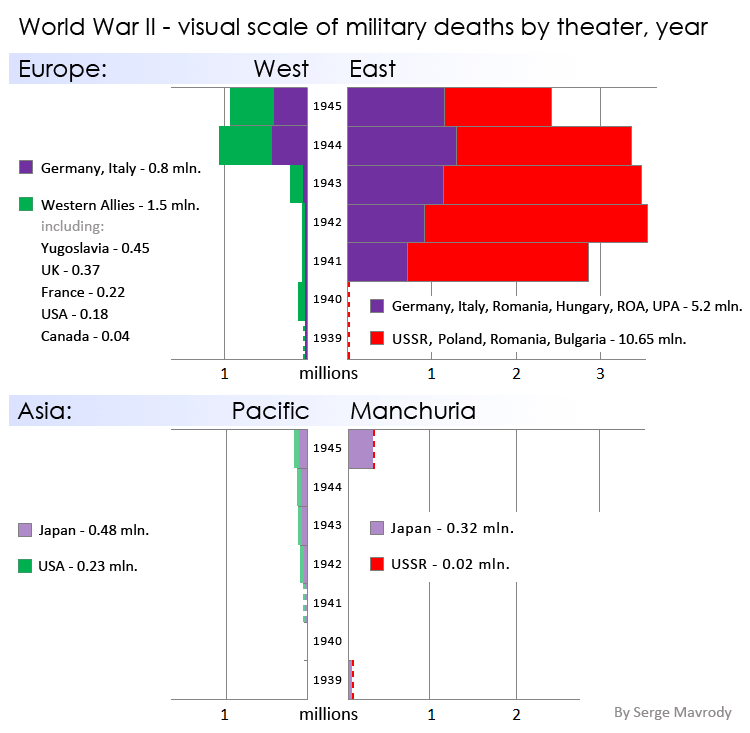
同盟、戦線、年度毎の連合軍、枢軸軍の軍人の人的損失

## 参照
1. ^Aアルバニア
総数は不明だが、連合国救済復興機関によれば3万のアルバニア人が死亡した[177]。ユーゴ市民でアルバニアに居住していたユダヤ人の被害者数は200人[32]。
2. ^Bオーストラリア
オーストラリア戦争記念館[178]は軍人の死者数は39,761としている.
オーストラリア政府は349人の犠牲者を出した商船を軍属とはみなしていない[179]。
1945年の予備的な調査ではオーストラリアの死者数23,365、行方不明6,030、 負傷者39,803、捕虜26,363であった[169]
3. ^Cオーストリア
軍人の死亡数は260,749[157]
オーストリア政府は、2,700人が処刑、強制収容所で死亡した市民 16,000、67,000のユダヤ系オーストリア人が収容所に送還され、そのうち2,000人が生存、また、247,000人がドイツ軍兵士として死亡、24,000人が空襲で死亡したとしている[32][180]。これには 6,500人のロマ殺害も含まれる[181]
4. ^Dベルギー
ベルギー政府によれば軍人8,800人が死亡、500人が行方不明、200人が追放、800人が抵抗運動、捕虜は1,800人とし、軍事作戦によって民間人32,200人が被害者となり、16,900人の非ユダヤ人が収容所で犠牲となった[182]。ドイツ空軍における1万人の損失はここに含まれていない[183]。ロマの被害者は500人[181]、ユダヤ人の被害者は24,387人[32]。
5. ^Eブラジル
ブラジル遠征軍は510人の損失[184]、大西洋の戦いでの海軍の損失は492人。商船の船員470人、乗客502人が犠牲になった[185]
6. ^Fブルガリア
ブルガリア軍では2,000人がユーゴとギリシャで、10,124人がソ連軍として、10,000人が反ファシズムパルチザンで犠牲となった [186]。パルチザンを民間人とみなすことについてはジャーナリストのウラジミール・エルリクマンが「公式には2,320人が殺害、199人が行方不明となっているが、共産主義者は20万–35万が犠牲になったと主張している。現実の被害者数は約1万人だった」と述べている[186]。英米軍空襲によって3000人が犠牲となった[187]。ソフィア空襲では1,374人が被害者となった[188]
7. ^Gビルマ
ビルマ国民軍は22,000人の損失[189]。日本統治下の時代の民間人犠牲は総計25万で、うち11万がビルマ人、インド人は10万、中国系が4万だった[190]。Werner Gruhlは17万の民間人が日本軍の犠牲になったと主張している[127]。
8. ^Hカナダ
コモンウェルス戦争墓地委員会は総計45,383としている[8]。カナダ戦争博物館によれば42,000人の被害と商船員1,600が死亡した[191]。
1945年での調査では死者37,476,行方不明 1,843, 負傷者 53,174、捕虜9,045[192]。
9. ^I中国
ジョン・ダワーは百万人の単位で不明といわざるをえないが、1000万人が被害にあったといっている[193]。
中国政府は日中戦争の被害者は2000万人、負傷者1500万人としている。国民革命軍は320万、中国人民解放軍は58万、対日協力した中国の軍（英語版）は118万が犠牲となった[194]。
台湾の国民党軍は軍人323万8,000人 、 民間人5,787,352が犠牲になったとしている[195]。
Ho Ping-tiの1959年の研究では総計1500万–2000万で、戦闘で150万、行方不明が75万、病気で150万、300万が負傷となっている。また民間人は1,073,496人が死亡、237,319人が負傷、重慶爆撃では335,934が死亡、 426,249が負傷とした[196]。1985年に発表された中国人民政治協商会議編『重慶抗戦紀事』では重慶爆撃の犠牲者数は11,889人とされている[197]。
R. J. Rummelは総計19,605,000人、国共軍の軍事的損失: 340万 (捕虜 40万を含む) 、親日軍の損失は432,000、民間人は380万が戦闘で殺害され3,549,000人が日本軍によって虐殺された（捕虜40万含まず）が犠牲となったといっている[198]。
その他、国民党の弾圧で総計5,907,000人が犠牲となっている。徴集され指揮のミスで3,081,000人が死亡、2,826,000人の民間人が国民党政府の黄河決壊作戦などによって殺害された。また中国共産党では党員25万人、将軍11万人が損失。飢饉で225万人が死んでいる。
Werner Gruhlは12,392,000人の民間人が被害者となり、軍人3,162,00人が損失、また中国の内戦で144万5000人が犠牲になったとしている[127]。
10. ^Jキューバ
キューバは79人の商船船員が犠牲になった[185]
11. ^Kチェコスロバキア
1938年でのチェコスロバキア人口は1530万(1080万がチェコ、380万がスロバキア、カルパティア・ルテニアに70万)だった。　第一次ウィーン裁定で1040万となった[199]。
軍事的死者数は25,000人 [200][201]。
民間人の犠牲者には戦前のチェコ領土カルパティア・ルテニアを含んでいる（戦後はソ連に割譲された）。ロマは7,500人[202]、ユダヤ人は 277,000人が犠牲になった[32]
12. ^Lデンマーク
商船員1,281人、797人のレジスタンス、39人の兵士の死亡を含む。民間人はナチスによる報復で628 人が犠牲となり、427人が殺害された。総計で3,172.ドイツ軍兵士としては3,900人が死亡した[203]
77人のユダヤ人が犠牲となった[32]
13. ^Mオランダ領東インド
1947年の国連報告では3万のヨーロッパ人、30万のインドネシア人が収容所で死んだとされ、日本軍による殺害、病気などによってジャワだけで300万、他の島では100万が犠牲となった[204]
Werner Gruhlは民間人犠牲者も日本軍や独立戦争などで300万としている[127]
14. ^Nエストニア
エストニア政府調査委員会によればソ連とドイツ占領による民間人犠牲は51,000人。
ソ連占領 （1940–1941年）による被害は33,900  (内訳:抑留による死亡7,800、強制移住による死亡6,000、避難民の死亡5,000、行方不明1,100人、強制労働14,000人)[100]。
ナチス占領 （1941–1944年）による被害は12,040  (内訳:処刑7,800、収容所での死亡1,040、強制労働での死亡200)。ナルヴァの戦いでのソ連軍空襲で800人が死亡、連合軍による対ドイツ空襲で1000人、海上で1200人が死亡した[100]
ロマの犠牲243人[205]、ユダヤ人の被害1000人[32]も含まれる。
ソ連の再占領で5,000人が抑留され死亡[100]。
合法的に徴集されたソ連軍での死者1万人、ドイツ軍での徴集兵の死者11000人[100]、また、ソ連占領後の処刑、強制移住、森の兄弟パルチザンによる11,000人の被害は表に含まれていない。
1940–53年のソ連占領によって82,000人（人口の8%）が犠牲となった[100]
15. ^Oエチオピア
Total military and civilian dead in the 東アフリカ戦線での軍人・民間人犠牲は10万人（イタリア現地軍15,000の損失はこれに含まれない）[206]。軍事的損失は5000ともいわれる[207]。
総計には第二次エチオピア戦争とイタリア占領における犠牲数は含まれていない。エチオピア政府は第二次エチオピア戦争で76万が被害となったとしている[208]。しかし、 R. J. ラメルはエチオピアとリビアの20万の犠牲は1920年代から1941年にかけてのものとしている[209]。
16. ^Pフィンランド
フィンランド国立資料館は95,000人が犠牲となったとしている[210]。これにはソ連軍との冬戦争と継続戦争での損失58,715人が含まれ、また1944年以降の冬戦争では対ドイツ軍で22,830人が犠牲となり、さらにラップランド戦争では1036人が犠牲となった[211]。ソ連資料ではフィンランド人捕虜2,377のうち403人が死亡している[212]。冬戦争ではスウェーデン義勇部隊に参加したフィンランド人もおり、武装親衛隊大隊には1,407人が参加、256人が戦闘で死亡した[213]
ヘルシンキ大空襲では民間人の犠牲は2,000人であった[214]。
17. ^Qフランス
フランス国防省はフランスの軍事的損失を20万としている[215]。これには植民地、レジスタンスも含まれる[216]。正規軍15万の損失（内訳:フランスの戦いで92,000、西部戦線で58,000）、レジスタンスは2万、ドイツへの捕虜4万人[217]。フランス領インドシナでは5,000人が死亡した[218]。ヴィシーフランス軍は2,653の損失であった[219]。ロシアのエリクマンは、フランス植民地軍でアフリカ人22,000人が犠牲になったとしている[220]。主にアルザス＝ロレーヌ地方で徴集されたドイツ軍参加兵（3-4万）はドイツ軍に含む。
民間人の犠牲は25万（内訳:爆撃で6万、陸地戦で6万、処刑3万、抑留は6万、強制労働は4万）[217]。ロマの犠牲は15,000[202]、ユダヤ人の犠牲は83,000人だった[221]。フランス領チュニジアに対するアメリカ軍空襲で752人の民間人が死亡[222]。フランスに居住していた反ファシスト・スペインの避難民2万人のナチス収容所での犠牲はフランス民間人犠牲に含む[37]。
18. ^Rフランス領インドシナ
総計は100万〜150万で、日本占領期のベトナム飢饉で100万人が犠牲となった[136]。Werner Gruhlは戦争と日本軍占領によって150万の民間人が犠牲になったとしている[127]。
19. ^Sナチス・ドイツ
人口
1939年の人口はダンツィヒとメーメルを加えたものとする。オーストリア670万はのぞき[223]、また他のヨーロッパの民族ドイツ人も除く[224]。ただし、東欧・西欧からの民族ドイツ人の軍事的損失601,000、オーストリアの261,000の損失はドイツ軍の損失とする[225]。
ドイツ全体
ドイツの戦死者数は550万〜690万で、690万には東中央ヨーロッパの民族ドイツ人も含まれる[25]。1956年、ドイツ政府は戦死者数は550万とした[226]。ドイツ人口統計学では690万以上が犠牲となっている[227]。軍人の死者・行方不明は440万、民間人100万、ポーランドからの追放による死者、また1945–46年のドイツ飢饉も含まれる。オーバーマンによれば、ドイツ軍人と東欧で徴集された民族ドイツ人の死者数は538,000である[20]。民族ドイツ人の死者数については論争があり、1958年西ドイツ政府は東欧からの民族ドイツ人民間人の犠牲は886,000とした[228]。その後の研究の進展にもとづきドイツ政府は近年、民族ドイツ人の犠牲は20万と変更した[229][230]。
ドイツ軍の人的損失
アメリカの保険会社メットライフは1946年にドイツ軍の人的損失を325万と計算し、この数値は今日でも参照されている[231]。
国防軍損害・戦争捕虜部(Deutsche Dienststelle (WASt))は被害者数430万(死者数310万、行方不明120万)と発表している。オーバーマンの調査では、ドイツ軍の死者・行方不明数総計は5,318,000人で、これには東欧での民間人犠牲344,000、準軍事的な国民突撃隊や警察の死者数23万も含まれ、敗戦後の266,000の捕虜の処刑も含まれる[20]。なお、オーバーマンはドイツ軍に徴集されたソ連人215,000の犠牲はこれに含んでいない[21]。
戦域での損失
オーバーマンによれば、アフリカ戦域16,066、バルカン戦域103,693、北欧戦域 30,165、西部戦域 339,957、イタリア戦域 150,660、対ソ連戦域 2,742,909、1945年の最終決戦 1,230,045、その他空戦・海戦で245,561、捕虜としての死亡は 459,475[225]。
軍種
オーバーマンによれば、陸軍4,202,030; 空軍 432,706; 海軍 138,429; 武装親衛隊 313,749; 国民突撃隊 77,726; その他の準軍事的組織 153,891[225]。
その他の資料
独国防軍最高司令部は1945年1月31日、全ドイツ軍の損失を死亡2,001,399、行方不明・連合軍による捕虜1,902,704、負傷者 4,429,875と発表した。これはその後の軍事史研究でも使用されている[232]。
西ドイツ政府は1949年11月に325万 (戦死165万、行方不明160万)とし、これにはオーストリアと東欧ドイツ人は含まれなかった[233]。さらに西ドイツ政府は1960年に444万（ドイツ376万、オーストリア43万、東欧ドイツ人25万）と発表した[234]。
ドイツ赤十字は死亡310万、行方不明120万とし、これにはオーストリアと東欧ドイツ人が含まれている[235]。
ドイツ民間人
西ドイツ政府はドイツ・オーストリアの民間人655,000が犠牲となり、内訳は戦略爆撃で50万、1945年と東欧からの撤退の際に135,000、陸戦で2万の民間人が犠牲となったとした[236][237]。
1990年のオラフ・グレーラー(Olaf Groehler)の研究では、連合軍の爆撃で36–37万の民間人が犠牲となり、ドイツ・オーストリアでの強制労働、捕虜の被害は406,000とした[238]。
西ドイツ政府はナチスによる政治、人種政策、宗教政策によって30万が犠牲になったとした（ユダヤ系ドイツ人16万を含む）[239]。 連邦公文書館の2003年報告では、T4作戦 安楽死計画で20万が犠牲になったとした[240]。
ドイツ人追放とソ連によるドイツ人強制労働による被害
この被害数には論争があるが、50万から200万の間で各説がある。1950年に西ドイツ政府は民間人300万が犠牲になったとした[230]。1953年のローデの研究では、東欧でのドイツ軍人民間人の犠牲は314万人とした[241]。
シーダー委員会は、230万（内訳:ポーランド200万、チェコスロバキア225,600、ユーゴ69,000、ルーマニア2万、ハンガリー6千人）が被害にあったとした[242]。
1958年に西ドイツ政府は2,225,000の民間人が戦時中に犠牲となり、戦後のソ連での抑留や強制労働でポーランド1,607,000; チェコ 273,000; ユーゴ 136,000; ルーマニア 101,000; ハンガリー 57,000; バルト諸国 51,000が犠牲になったとした[228]。1967年、 西ドイツ政府は2,111,000と修正[243][244]。 2006年ドイツ政府は200万の民間人が犠牲になったと再確認した[245]。ただし、インゴ・ハールは1958年の西ドイツ政府発表は冷戦を背景としたもので政治的歪曲があるとしている[246][247]。オーバーマンも1958年の西ドイツ政府発表は問題があり決定的ではないとしている[230]。ポーランドのエバーハルトもドイツ政府発表は政治的背景に左右されており[248]、ポーランドの民族ドイツ人の数を戦争よりも強制移住による被害を強調していると批判している[248][249]。
1965年、ドイツ教会の調査部は東ヨーロッパで473,013人(内訳：ポーランド 367,392; ズデーテン地方 18,889; スロバキア, ハンガリー, ルーマニア,ユーゴスラビア 64,779; バルト諸国 9,064; ポーランドへのドイツ移民 12,889)が犠牲になったとした。また、未解決なデータとして1,905,991人の不明な数があるとした。オーバーマンはこの発表について1994年にこれらは部分的な数字であると述べ、東欧では50万が犠牲になっているとした[230]。他方、インゴ・ハールはドイツ教会調査は戦争と追放の全体については現実的な見方と評価している[246][247]。
1974年のドイツ政府調査では、国際法違反の犯罪で60万の市民が被害となったとした（内訳:ポーランド 40万(ソ連と連合軍によって12万が殺害)、ソ連での強制労働20万、ポーランド抑留での死亡6万、カリーニングラード州でのソ連収容所で4万、ソ連軍と連合軍によってチェコでは3万が殺害、収容所で10万が死亡）、ユーゴでは8万（ソ連軍と連合軍によって15000-2万人が被害になり、ソ連の収容所で4,500、抑留収容所で6万）[229]。
1995年の政府調査では、202万の市民が犠牲となったとした(内訳: ポーランド 1,192,000; チェコ 220,000; ユーゴ 106,000; ルーマニア 75,000; ハンガリー 84,000; バルト諸国 33,000; ソ連 310,000)[223]。
飢饉 1945–1946
1945–1946年の飢饉で120万が犠牲になったといわれる[250]。
20. ^Tギリシア
グレゴリー・フラムキンの研究では、被害数にはギリシャ・イタリア戦争での戦死2万、枢軸陣営占領下の非ユダヤ系市民6万、強制移住2万、ユダヤ人6万、14万の餓死が含まれる[251]。
ギリシャ政府賠償局(The Greek National Council for Reparations from Germany)は、戦死 35,077(ギリシャ・イタリア戦争での戦死 13,327、中東でのギリシア軍戦死1,100 、パルチザン 20,650)、民間人771,845(枢軸国による被害56,225 ; ユダヤ人含むドイツ強制収容所での犠牲105,000 ; 空襲によるもの7,120 ; 商船員3,500 ; 戦争に由来する飢饉60万と発表している[252]。ユダヤ人犠牲は69,500[32]。
21. ^Uハンガリー
ハンガリー科学アカデミーは大ハンガリー[注 7]の被害者総計は75万とした。内訳は戦死35万(戦闘で11-12万、ユダヤ人の収容所での犠牲2-2万5000,ソ連での抑留20万)、民間人犠牲には34万のハンガリーユダヤ人、戦死5万が含まれる[253]。ロシアの資料では捕虜513,700の内54,700人が死亡している[21]。
ロマの被害は 28,000[254]、ユダヤ人の犠牲は 200,000[32]。
22. ^Vアイスランド
ドイツの攻撃で船員が死亡している[255]。
23. ^Wインド
英領インドの人口は、今日のパキスタン、バングラデシュも含まれる。犠牲総計は 87,032人[8][256]。ネパールのグルカ兵は英印軍に協力し、死亡・行方不明 8,985、負傷  23,655の犠牲であった[257]。
1945年のインドのデータでは、戦死24,338, 行方不明  11,754, 負傷64,354 、捕虜 79,489であった[169]。シンガポール陥落で6万の英印軍が捕虜となり、その内 11,000 が死んだ[129]。日本側のインド国民軍の損失は死亡・行方不明 2,615人[190]。
1943年のベンガル飢饉では150万が犠牲となった[258]。アマルティア・センは200万ー250万が飢饉の犠牲になったという[259]。
24. ^Xイラン
1941年の連合軍占領による損失[260]。
25. ^Yイラク
アングロ=イラク戦争と1941年の英軍占領による被害[260]。
26. ^Zアイルランド
アイルランドは中立だったが、英軍に参加した兵士は7万、北アイルランドからは5万が参加し、「15万の南北アイルランド人義勇兵がナチスと戦い、少なくとも1万人が戦死した」と1995年にJ.ブルートンは述べた[261]。商船員33人の被害、ダブリン空襲による被害がある[262]。
27. ^AAイタリア
イタリア政府は犠牲総計 291,376である。1943年9月8日のイタリア降伏以前の犠牲 204,346 (戦死66,686 , 行方不明111,579 , 病気による死亡26,081 ), 降伏以降の犠牲は87,030 (死亡42,916 , 行方不明19,840 , 病気による死亡24,274 )と発表している。軍種別には陸軍201,405; 海軍 22,034; 空軍 9,096; 植民地軍 354; チャプレン 91; ファシスト軍 10,066; 準軍事組織　3,252; 不明 45,078となっている。
戦域別では、 イタリア74,725 (37,573 降伏後); フランス 2,060 (1,039 降伏後); ドイツ 25,430 (24,020 降伏後); ギリシア, アルバニア, ユーゴ 49,459 (降伏後10,090); ソ連 82,079 (降伏後3,522); アフリカ 22,341 (降伏後1,565), 海上戦 28,438 (降伏後5,526 ); その他・不明 6,844 (降伏後3,695 )であった。
民間人の犠牲 153,147 (降伏後123,119 )で、空襲 による犠牲 61,432 (降伏後42,613) も含む[263][264]。
イタリアによって徴集されたアフリカ兵士は10,000といわれる[265]。 イタリア領リビアでの民間人被害は10,000といわれる[266]。
ナチスによる犠牲 64,000、ジェノサイドには捕虜 30,000、ユダヤ人 8,500が含まれる[37]。ソ連でのイタリア軍捕虜は28,000が死亡している[267]。降伏後の犠牲者には、連合軍による 5,927、イタリアのレジスタンス 17,488 とイタリア社会共和国軍13,000が犠牲となった[268]。ロマの犠牲は 1,000[202]、ユダヤ人の犠牲は 8,562人（リビア含む）[221]。
28. ^AB日本
1939年時の日本人口には中国大陸、朝鮮における170万も含んでいる[269]。
日本軍の人的損失は 212万で、戦闘による死亡174万と、降伏後の捕虜の死亡38万がこれに含まれる。ジョンダワーによれば、日本政府は戦時中の戦死者を 1,740,955と発表している(内訳: 1937-1941年までの中国戦線185,647、太平洋戦争では1,555,308。 陸軍: 対 アメリカ 485,717; 対 イギリス/オランダ 208,026; 対中国 202,958; 対オーストラリア 199,511; フランス領インドシナ 2,803; 対 ソ連 7,483; その他 23,388; 日本本土 10,543人. 海軍: 1941–45年で総計 414,879人。 [270]。
ジョンダワーによれば、日本軍の人的損失の数は、連合軍（ソ連のぞく）による送還を待って作成されたもので、米国当局の 81,090人という数値が反映されている[271]。敗戦後、満州、朝鮮でソ連によって抑留された30万の被害者がいる[270]。
日本の厚生労働省と外務省は347,000人の軍人民間人がソ連によって敗戦後抑留され、行方不明となったとしている。満州からは 199,000が、北朝鮮からは36,000、サハリンからは9,000、ソ連では103,000が抑留の被害となった[272]。これらはソ連との間では見解が異なり、ロシアの資料では捕虜としての死亡62,105（日本人61,855、対日協力者214人）は抑留者640,105から出た[273]。
日本軍の損失には朝鮮、台湾人の戦死も含まれるが、親日協力勢力（英語版）の432,000人の戦死は含まれていない[7]。
日本人の民間人の犠牲は50万[274]から100万[275]の間を推移している。50万の犠牲推算には、連合軍による日本本土空襲や沖縄戦での被害者も含まれる。100万の犠牲推算には原子爆弾投下による犠牲も含まれる。敗戦後の連合国軍占領下の日本では食料付属が緊急の問題であり、1946年の一日あたりのキロカロリー摂取は1530にすぎず、これは戦時中の1950キロカロリーを下回った[276]。GHQの報告では、戦後直後の民間人の死亡者数は人口あたり2.1% にも及び、戦前の1.6%を上回った[269]。
米軍の戦略爆撃による日本の民間人の犠牲数は393,367で、東京大空襲では97,031人、広島と長崎への原子爆弾投下で21万が犠牲になった。沖縄戦では15万、サイパンでは1万の民間人が犠牲になり、戦後のソ連抑留によって6万の民間人が犠牲になったと日本政府は発表している[270]。戦争に関した商船員の犠牲は27,000人であった[277]。
米国戦略爆撃調査団は空戦で252,769人の日本人が犠牲になったと報告し[278]、また広島と長崎では105,000 〜 115,000が犠牲になったとした[279]。
靖国神社は台湾、朝鮮の日本軍参加者ふくめ、日本軍の人的損失は2,325,128人としている。
29. ^AC朝鮮（韓国・北朝鮮）
朝鮮の民間人の犠牲は378,000 〜 483,000 といわれる。R. J. Rummelは540万の朝鮮人が1939年以降動員され、378,000の朝鮮人が日本と満州での強制労働で死亡したとしている[280]。
ジョン・ダワーは67万の朝鮮人が日本へ連行され、重工業や兵器の工場労働に従事し、6万人以上が過酷な状況のなかで死亡し、また原子爆弾投下で1万人以上が被害にあったとしている[281]。
ベルナー・グリュールによれば483,000人の朝鮮人が犠牲となり、日本軍への動員で5万人が死亡した[127]。
韓国の人口統計学的研究では6,369人の 朝鮮人が日本軍へ動員され、14,527人が予備的に動員された[282]。
中国国民党の指揮下で韓国光復軍が、中国共産党とともに抗日遊撃隊(抗日パルチザン、のちの朝鮮人民軍)が日本軍と戦っている。
30. ^ADラトビア
戦死22万と1940年のソ連占領での7,000人の犠牲を含む。ソ連軍参加の13,000、ドイツ軍参加の24,000の人的損失は含まれていない。1940年から1953年までのソ連占領による犠牲は287,000でこれは人口の14%である[283]。ロマの犠牲は2,500[254]、ユダヤ人は80,000人が犠牲となった[32]。
31. ^AEリトアニア
戦争による345,000人の被害とソ連占領による8,000人の被害を含み、ソ連軍参加の27,000、ドイツ軍参加の8,000人は含まれない。戦争とソ連占領によって448,000人が犠牲となり、人口の15%におよんだ[284]。ロマは1,000人[254]、ユダヤ人141,000が犠牲となった[32]。
32. ^AFルクセンブルク
戦死者は5000人[285]で、ドイツ軍として3000人、ベルギー軍として200人が犠牲になった。ロマは200人[254]、ユダヤ人は700人が犠牲になった[32]。
33. ^AGマレーシア
日本軍によって強制労働の被害がある[258]。
34. ^AHマルタ
空襲の犠牲がある[286][287]。
35. ^AIメキシコ
商船7艘、63人の船員が犠牲になった[286]。メキシコ空軍 en:Escuadrón 201は太平洋戦線に参加、5人が戦死した。
36. ^AJモンゴル
ソ連軍と協力し、ノモンハン事件では200人が犠牲となり、1945年のソ連の満州進攻（英語版）では72人が戦死した[288]。
37. ^AKナウル
日本軍による強制労働で463人がカロリン諸島で死亡した[289]。
38. ^BGネパール
コモンウェルス戦争墓地委員会調査では、グルカ兵は英印軍として計算されている。グルカ兵は戦死・行方不明8,985、負傷  23,655[257]。英印軍にネパールは16大隊をビルマ戦に派遣した[290][291]。
39. ^ALオランダ
オランダ政府は1948年[292]、戦死21万、7万人が戦争を原因とした病気によって死亡したと発表した。軍事的損失は8100人（内訳:正規軍2200人、対ナチス・レジスタンス1,700 、海軍2,600 、捕虜250、商船員1,350人）。民間人の犠牲は271,900人（内訳:強制労働27,000、行方不明7,500, 処刑2,800、オランダでの収容所で2,500、ドイツで政治犯18,000人,軍事行動で 20,400、ドイツ軍への参加 3,700、ユダヤ人104,000、1944年の飢饉で16,000人）であった。また戦時中の病気で7万人が死亡した。これらにオランダ商船の外国人船員1,650人の犠牲は含まれていない[293]。この表ではドイツ軍に参加したオランダ人3,700の犠牲はドイツ軍犠牲に含む。
また、東南アジアでの被害は海軍をのぞき、この表には反映されていない。アジアでの軍事的損失は900人、日本軍捕虜として8,500人が死亡した[294]。
オーストラリア戦争記念館によれば37,000人のオランダ人捕虜のうち8,000人が死亡した[295]。オランダ赤十字によれば、アジアでの民間人犠牲は日本軍の抑留で14,800人が死亡した[296]。
オランダ戦争墓地財団(The Netherlands War Graves Foundation)は、犠牲者の名前を記録している[297]。ロマは 500人が犠牲になった[254]。
40. ^AMニューファンドランド
ニューファンドランドの犠牲はイギリス軍、カナダ軍に含まれる。軍事的損失は1,058: イギリス軍として956 (海軍351,陸軍115,空軍134, 商船員356) 人、カナダ軍として102人（ 海軍21、陸軍41,空軍40）[298]。
41. ^ANニュージーランド
犠牲総計は11,929人[8]で、コモンウェルス戦争墓地委員会調査ではイギリス帝国として計算されている[299][300]。
1945年のデータでは戦死 10,033, 行方不明 2,129, 負傷 19,314 、捕虜8,453であった[169]。
42. ^AOノルウェー
正規軍として戦死2000人、レジスタンスと政治犯で1500人。民間人犠牲には3600人の商船員、1,800人の戦争に関した死亡、ユダヤ人700人の犠牲も含む[301]。ノルウェー外務省はノルウェー人10,262が犠牲になったとしている[302]。ユダヤ人の犠牲は 728人[32]。
43. ^APパプアニューギニア
連合軍の空襲、日本軍の虐殺、強制労働の犠牲がある[303]。
44. ^AQフィリピン
フィリピンの民間人は50万-100万が犠牲になったといわれ、米国政府は100万としている[304]。飢饉、病気も死因であった。民間人犠牲には日本軍の暴行によるものも含まれ、バターン死の行進やマニラ大虐殺で9万人が犠牲になったといわれる[6]。
グリュールによれば、戦争と日本占領によって50万(内訳:虐殺141,000、強制労働 22,500、飢饉336,500)が犠牲になった[127]。
アメリカ合衆国旧陸軍省は1946年にフィリピン人の戦死者は27,260と発表した[280]。近年では、1941-42年のフィリピンの戦いで7,000人、独立運動派フクバラハップ8,000人、捕虜 42,000人が犠牲になったとされる[305]。
45. ^ARポーランド
総計
2009年ポーランドIPNは犠牲総計を562万-582万とした。これにはソ連による弾圧での15万の被害も含まれる。またユダヤ人犠牲270万-290万も含む。ポーランド人犠牲は277万である[306]。
ポーランド人犠牲277万(内訳:"直接の戦死" 543,000; "収容所での死亡(鑑定)" 506,000; "監獄・収容所での死亡" 1,146,000; "監獄・収容所外での死亡" 473,000; "東部での殺害" 100,000; "その他の国での死亡" 2,000[307]。
ナチスは1,86万のポーランドユダヤ人を収容所で殺害し、アインザッツグルッペンはさらに100万のユダヤ人を東部やゲットーで殺害した[306]。
Czesław Łuczakは1994年に実際の戦死者は590万-600万、ユダヤ人は290-300万の犠牲とした[308][309]。
ピオトロウスキー（T. Piotrowski）は2005年に犠牲は560万とした（内訳：ナチスによる被害 5,150,000、ソ連占領による被害 35万、en:Massacres of Poles in Volhynia and Eastern Galiciaによる被害10万）。ユダヤ人犠牲は310万、ポーランド人200万、ウクライナ・ベラルーシ人50万とされた[310]。
ロマの被害は35,000であった[311]。ユダヤ人の被害は300万[32]。
ソ連占領 (1939–1941)での犠牲
IPNはソ連占領によって15万が犠牲になったとしている[80]。Paczkowskiによれば100万の強制移住から死者は9-10万発生、ソ連によって処刑は3万人にのぼった[98]。2005年にT. Piotrowskiはソ連による犠牲は35万としている[312]。
軍事的損失
ポーランド軍は戦死139,800、レジスタンス軍は10万が犠牲になった[309]。
1939年のポーランド侵攻で戦死 66,000、負傷 130,000、カチンの森事件で 17,000–19,000がソ連に殺害され、ドイツでは捕虜 12,000が死亡した[313]。
ポーランド第一軍（英語版）はソ連指揮下で戦い 、戦死33,256、行方不明8,548、負傷 42,666 、抑留で29,385人が犠牲となった[313]。
戦時中 2,762,000人のポーランド人がドイツ軍に忠誠を誓い、en:Deutsche Volkslisteに署名した[314]。
西ドイツ政府の調査では 108,000のポーランド人がドイツ軍に参加し戦死した[228]。
IPNは20-21万のポーランド人のうち、東部占領の際には76,000人がソ連軍として徴集された。IPNはまたドイツが25万のポーランド人を徴集、のちに 89,300人が en:Polish Armed Forces in the Westに参加した[307]。
46. ^ASティモール
東ティモールは日本軍によって占領された。連合軍はゲリラを組織し、日本軍はこれに反撃、民間人4万-7万が犠牲になった[315]。
47. ^ATルーマニア
戦死総計は30万[219]。戦死  93,326 (対枢軸軍72,291、 対連合軍 21,035 ). 行方不明・捕虜 341,765 (対枢軸軍283,322 , 対連合軍 58,443),ソ連抑留では 80,000 が生存[316]。ロシア側資料ではルーマニア人捕虜201,800 のうち54,600が死亡[317]。民間人犠牲は6万で、そのうちソ連の1940–41年のベッサラビアとブコビナ占領時代に2万の民間人が犠牲になった[317]。連合軍による空襲では7,693人の民間人が犠牲になった[318]。ロマの被害は36,000[202]。
ユダヤ人犠牲は 469,000で、そのうち ソ連占領下のベッサラビアとブコビナで30万が犠牲になった[32][17]。
48. ^AUルアンダウルンディ
1943年のルアンダ飢饉で30万が犠牲となった。飢饉は干ばつとベルギー植民地帝国の戦時食料政策によるものとされる[319][320]。この犠牲は通常第二次大戦の犠牲とはみなされていないが、1943年のルアンダ飢饉と同年のベンガル飢饉を比較する研究もある[321]。
49. ^AVシンガポール
日本の占領、シンガポール華僑虐殺事件などによる被害がある[280]。
50. ^AW南アフリカ
犠牲総計は11,903[8]。1945年のデータでは死者6,840, 行方不明1,841、負傷14,363、捕虜14,589[169]。
51. ^AX南洋諸島
R. J. Rummelは日本軍によって南洋諸島の57,000人が被害になったとした[280]。
ミクロネシアの犠牲は米軍の爆撃と砲火、また諸島封鎖による栄養失調、日本軍による強制徴集と虐殺による[322]。
1944年のグアムの戦いでチャモロ人600人以上が死亡、負傷した[322]。 サイパンの戦いでは 10,000人の日本人民間人が集団自決をした[6]。
52. ^AYソ連
L. L. Rybakovskyによれば、2180万から2800万の間で犠牲数は移動している。E.M. Andreevらによれば2660万が被害になった[323]。
軍事的損失
ソ連の軍事的損失については論争があり、ロシア政府はKrivosheev報告にもとづき870万としている[324]。ロシア国防省中央史料館のS. A. Il’enkovは大祖国戦争の戦死者は1385万人としている[325]。
ロシア国防省は戦死・行方不明の総計は8,668,400(内訳:戦闘での死亡633万、戦闘以外での死亡556,000、行方不明50万、捕虜の死亡・行方不明1,283,000)としている[163][164]。
ロシア政府発表には予備軍人50万の行方不明・死者数、ドイツへの捕虜100万の民間人犠牲、民兵15万、赤軍パルチザン25万が含まれていない(政府発表では民間人の犠牲としてみなされている)[326]。
ドイツへの捕虜570万のうち、300万が死亡したと多くの歴史家は考えている[37]。
また1939–40年の被害は総計136,945で、ノモンハン事件では8,931、ポーランド侵攻と冬戦争では126,875が犠牲となった[144]
1941–1945年のソ連の人的損失
ロシア科学アカデミーの1993年報告では2660万が被害になった[13][70]。S. N. Mikhalevは損失は1090万以上とする[327][328]。マイケルヘインズは戦死者の総計は不明だが、人口統計学的手法によって2660万以上の被害と平時における161万人の自然死からの推算で427万人が死亡したとする[82]。ソ連の民間人犠牲にはバルト諸国の65万[329]、ポーランド200万[80][308]、ルーマニア30万、チェコスロバキア5万[32]、ユダヤ人の犠牲(非常国家委員会資料[330][331][332])も含まれる。
1995年のロシア科学アカデミーは、ドイツ占領下のソ連では総計1370万(内訳:ナチスによる虐殺740万、強制労働で220万、飢えと病気で410万)とした[53][333]。ソ連の民間人犠牲にはドイツが占領していない地域での飢饉による被害250-320万も含まれる[334]。戦後1946–47年の100万の飢饉犠牲は含まれない[326]。Documents from the Soviet archives list the total deaths of prisoners in the Gulag from 1941 to 1945 at 621,637.[335]
ロマの被害は30,000[202]。ユダヤ人犠牲は 1,000,000[32]。
53. ^AZスペイン
青師団の戦死 4,500[336]。R. J. Rummelは反ファシストのスペイン人2万人がフランスで強制収容所に送還され犠牲になったが、これはフランス民間人の犠牲に含まれる[37]。
54. ^BAスウェーデン
冬戦争でスウェーデン義勇軍117人が戦死[337]。スウェーデン義勇軍はドイツ国防軍に300人の兵士を送り、内30–45人が戦死した[338]。
55. ^BBスイス
米軍は戦中にスイスに空爆した[339][340]。ドイツ軍でのスイス兵戦死 300人はドイツ軍犠牲にふくむ [183]。
56. ^BCタイ
タイ・フランス領インドシナ紛争では 108人が戦死[341]。日本軍のタイ侵攻、また日本軍に参加してビルマ戦線で5,559人が戦死[342]。連合軍の東南アジア空襲（英語版）で2,000人が犠牲になった[343]。タイ内務省は連合軍の東南アジア空襲（英語版）で8,711人が犠牲になったとした[344]。しかし、セーニー・プラーモートの推算からは空襲の被害は2000人である[345]。戦中にタイは飢饉にならなかった[346]。
57. ^BDトルコ
Refah tragedyでは200人の乗客と外国人船員が被害をうけ、32人が生存した。
58. ^BEイギリスと植民地
総計は383,786[8]。ニューファンドランドの戦死956も含む[298]。植民地軍も総計に含む[347]。植民地軍にはen:King's African Rifles, en:Royal West African Frontier Force, en:Ghana Regiment, en:Caribbean Regiment, en:Royal Malay Regiment, en:Burma Rifles, Hong Kong, en:Arab Legion, en:Sudan Defence Force, en:Armed Forces of Malta,  en:Jewish Brigade、グルカ兵などがある。  Cyprus Regimentも組織され、戦死358、行方不明250 だった[348]。
1945年のデータでは戦死6,877,行方不明14,208,負傷6,972、捕虜8,115[169]。
イギリス政府の1946年発表では戦死 357,116; 海軍 (50,758); 陸軍 (144,079); 空軍 (69,606); en:Women's Auxiliary Territorial Service (624); en:Merchant Navy (30,248); ホーム・ガード (1,206) ,民間人 (60,595)。行方不明は総計 6,244; 海軍(340); 陸軍 (2,267); 空軍(3,089); Women's Auxiliary Territorial Service (18); Merchant Navy (530)。
この他自然死31,271はこれらに含まれない。空襲によって 60,595 人の民間人が犠牲になり、ホーム・ガード1,206人が犠牲になった[149][349]。
59. ^BFアメリカ合衆国
戦死総計は 416,837。アメリカ沿岸警備隊、米国商船の犠牲は米国防省発表の405,399人に含まれていない。
陸軍318,274[151]、海軍 62,614[350][351]、海兵隊 24,511[151]、アメリカ沿岸警備隊 1,917[352][353]、商船 9,521[175][354]。
戦闘による死亡 292,131: 陸軍 234,874[151]、海軍 36,950[151]、海兵隊19,733[151]、アメリカ沿岸警備隊 574[286][352]。
空軍の損失は陸軍に含まれるが、戦闘による死亡 52,173 、戦闘外の死亡 35,946 だった[153][355]。
戦域別: ヨーロッパ大西洋 183,588 (en:Army ground forces 141,088, 空軍 36,461, 海軍・湾岸警備隊 6,039); アジア太平洋 108,504 (en:Army ground forces 41,592, 空軍 15,694,  海軍・湾岸警備隊 31,485, 海兵隊19,733); 戦域不明 39 (陸軍)[153][171]。
民間人の抑留の犠牲 1,704 : 日本軍による抑留1,536 , ドイツ軍による抑留168[356][357]。
米国では日系アメリカ人10万-11万が強制収容所に抑留された。米国内務省の1946年のデータによれば1,862が死亡した。真珠湾攻撃では友軍相撃で民間人68人が犠牲になった[358]、風船爆弾で6人が爆死した[359]。
60. ^BGユーゴスラビア
100万が犠牲になった[360]。
アメリカ合衆国国勢調査局の1954年報告では1,067,000とされた[361]。
V. Žerjavićの研究では総計1,027,000(ユーゴパルチザン・チェトニック戦死  237,000, ウスタシャ 209,000、民間人  581,000, ユダヤ人 57,000)。ボスニア 316,000; セルビア 273,000; クロアチア 271,000; スロベニア 33,000; モンテネグロ 27,000;マケドニア 17,000; 海外80,000[362]。 Kočovićは総計1,014,000としている[363][364]。
ユーゴ戦線ではドイツ軍イタリア軍ウスタシャと、ユーゴパルチザン・チェトニックが戦ったため被害が大きかった[365]。
またセルビア虐殺[365]、クラグイェヴァツでのクラグイェヴァツ虐殺も発生した。ウスタシャの協力者はブライブルク事件で殺害された[365]。
人種的な理由ではセルビア人が最大の被害をうけた[365]。ヤセノヴァツ強制収容所では77,000 〜 99,000が犠牲になった[366]。ロマの犠牲は40,000[202]。ユダヤ人の犠牲は67,122[221]。
連合軍によるポドゴリツァ, レスコヴァツ, ザダル, ベオグラードへの空襲による被害もある[365]。